# Melissa Francis
Vini Melissa Ann Francis (Los Angeles, 12 december 1972) is een Amerikaanse actrice en journaliste.
Terwijl ze zich 'Missy Francis' begon te noemen, begon Francis op vijfjarige leeftijd haar acteercarrière in telefilms. Zij werd het bekendst door haar vertolking van Cassandra Cooper-Ingalls in de televisieserie Little House on the Prairie.
Later werd ze aangesteld bij CNBC (waar ze onder andere werkte als verslaggeefster) en nog later bij Fox.
Francis voltooide in 1995 een studie aan Harvard University.

## Filmografie
- 1978: The Ghost of Flight 401
- 1979: Champions: A Love Story
- 1979: Son-Rise: A Miracle of Love
- 1979: Scavenger Hunt
- 1979: Joe's World (televisieserie)
- 1981: Midnight Lace
- 1981: A Gun in the House
- 1981-1982: Little House on the Prairie (televisieserie)
- 1983: Man, Woman and Child
- 1984: Something About Amelia
- 1985: The War Between the Classes
- 1986: Morningstar/Eveningstar (televisieserie)
- 1988: Bad Dreams